# Jean-Charles Cazin
Jean-Charles Cazin (n. 25 mai 1841, Samer, Nord-Pas-de-Calais, Franța – d. 26 martie 1901, Le Lavandou, Provence-Alpes-Côte d'Azur, Franța) a fost un pictor peisagist,  curator de muzeu și ceramist francez.

## Biografie
Fiul unui medic renumit, FJ Cazin (1788–1864), s-a născut la Samer, Pas-de-Calais. După ce a studiat în Franța, a plecat în Anglia, unde a fost puternic influențat de mișcarea prerafaelită. Principalele sale tablouri de început au un interes religios, ilustrat în exemple precum Fuga în Egipt (1877) sau Agar și Ismael (1880, Luxemburg); ulterior, combinația sa de peisaje luminoase cu subiecte figurative (Souvenir de fête, 1881; Journée faite, 1888) i-a adus o reputație largă și a făcut din el liderul unei noi școli de pictură cu subiect idealist în Franța.
În 1890, Theodore Child a discutat câteva dintre picturile sale (inclusiv o serie de cinci picturi care descriu povestea lui Judith și Holofernes) în Harper's Magazine. A pictat o scenă din Odiseea, Ulise după naufragiu.
În 1889, a fost numit ofițer al Legiunii de Onoare. Tratarea fermecătoare și poetică a peisajului este caracteristica picturilor sale tonalel care, în ultimii ani, le-a conferit o valoare din ce în ce mai mare în rândul cunoscătorilor. Soția sa, Marie Cazin (1844–1924), care i-a fost elevă și și-a expus primul tablou la Salon în 1876, același an în care Cazin însuși și-a făcut debutul acolo, a fost, de asemenea, o artistă și sculptoriță renumită.
În 1885 – 86 a pozat pentru figura lui Eustache de Saint-Pierre din grupul de bronz Burghezii din Calais al prietenului său, Auguste Rodin.

## Legături externe

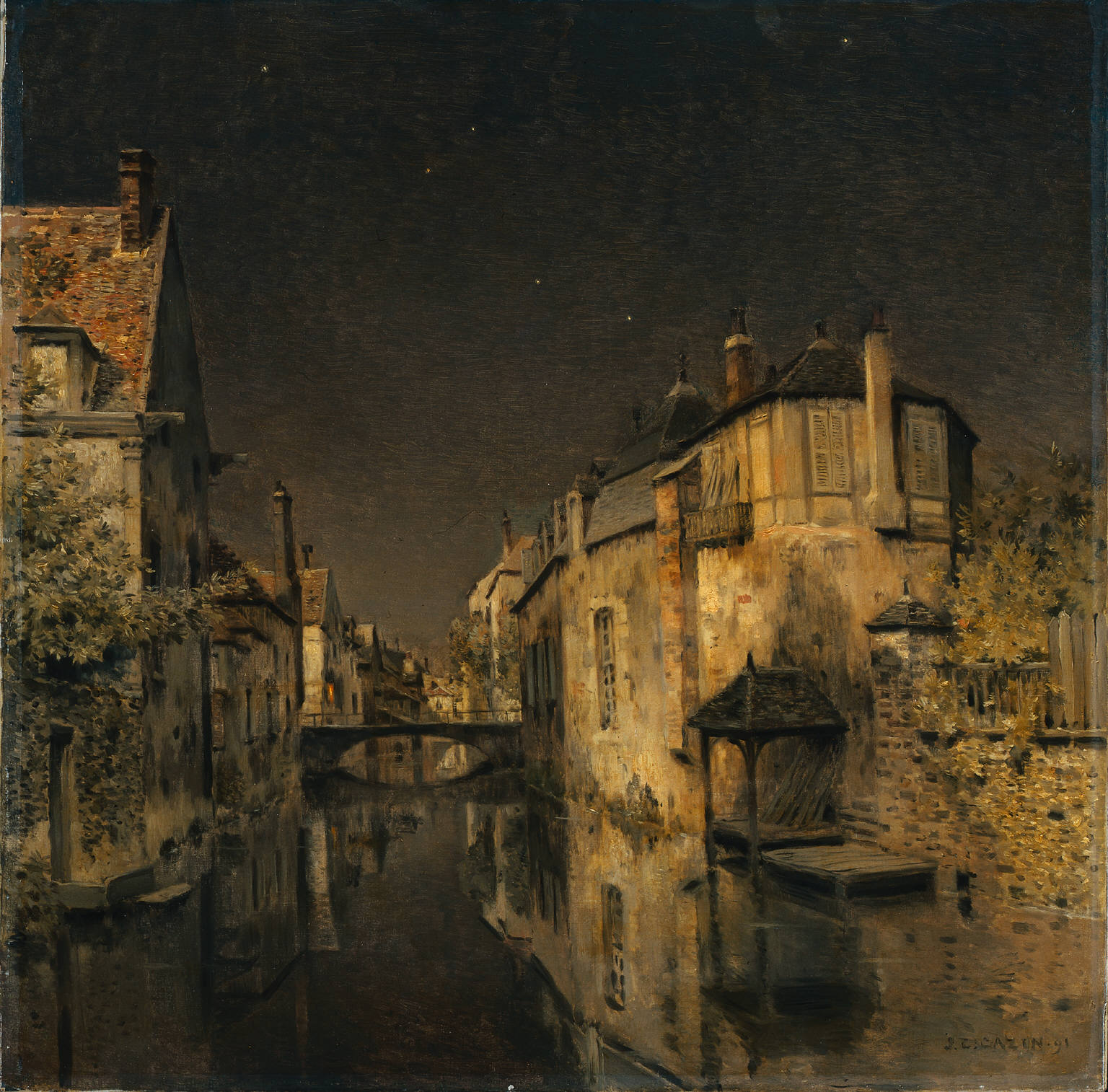
Miezul nopţii

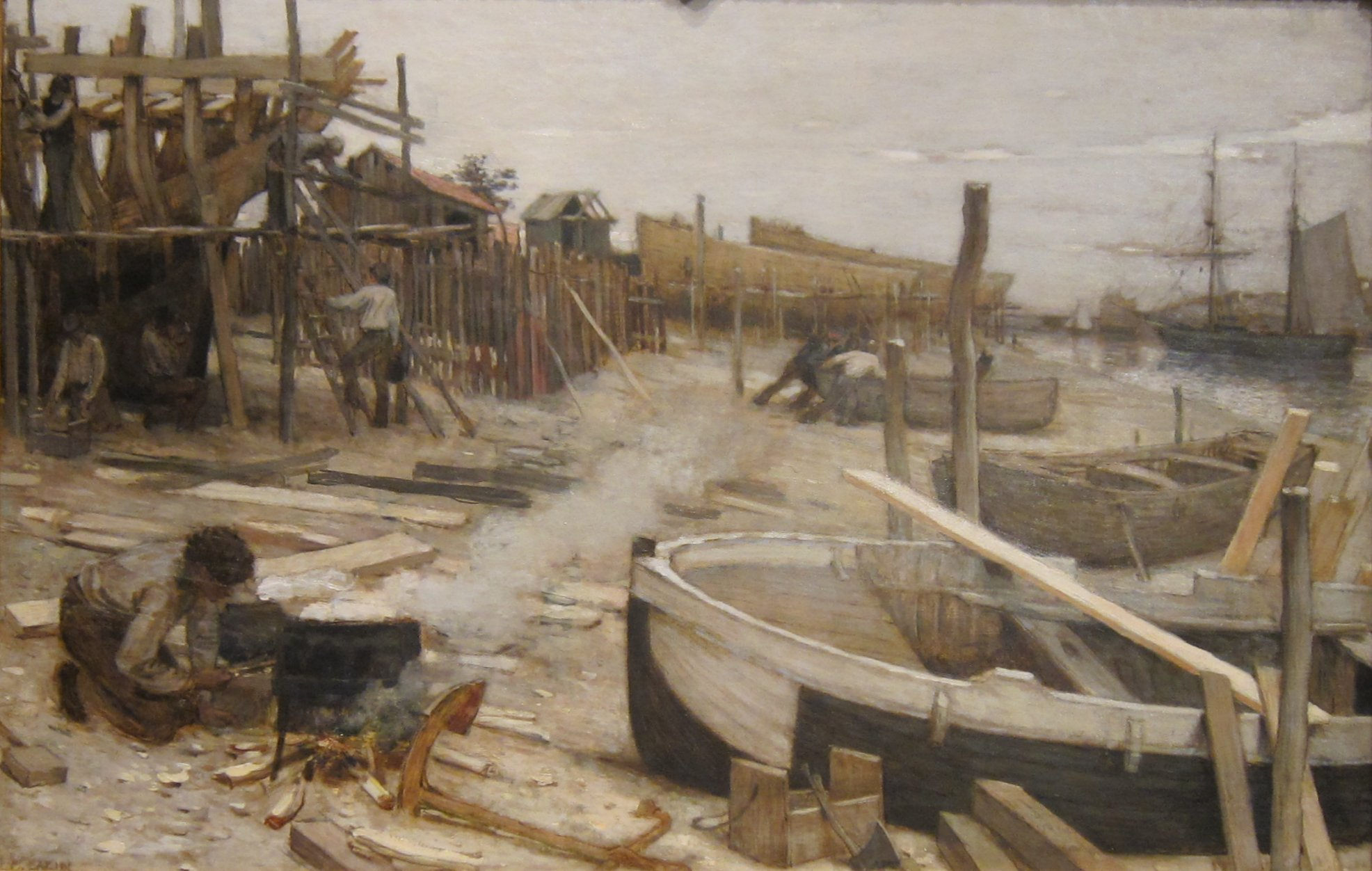
Şantierul naval